# Tenna (Grisons)
Pour les articles homonymes, voir Tenna.

Photo aérienne (1949)

Tenna est une localité et une ancienne commune suisse du canton des Grisons, située dans la région de Surselva.

## Histoire
Le 1er janvier 2013, elle a fusionné avec Valendas, Safien et Versam pour former la nouvelle commune de Safiental.

## Monuments et curiosités

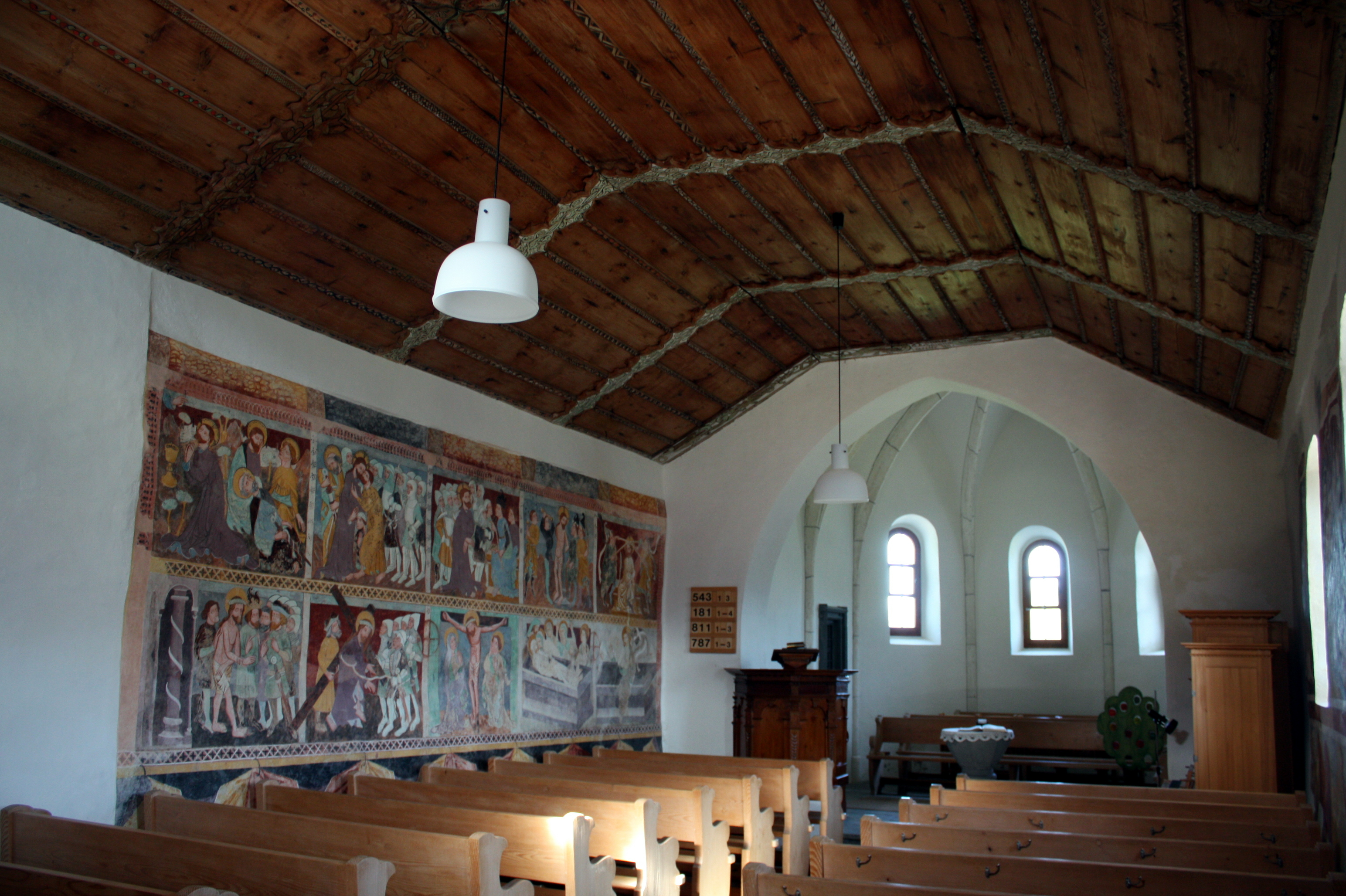
L'intérieur de l'église réformée de Tenna, avec ses fresques murales et son plafond à listeaux.

- L'église réformée est un bâtiment à une nef datant du XIVe siècle. Elle possède un chœur avec voûte à nervures en étoile et plafond gothique tardif à listeaux de 1504. Les murs sont décorés  à l'intérieur de fresques exécutées en 1400[2]. Sur la paroi nord est représenté le cycle de la Passion ; sur la paroi sud, une Épiphanie et un saint évêque qui serait Valentin de Rhétie, figurant sur les armoiries du village[réf. souhaitée].